# Bisetocreagris cheni
Espèce
Bisetocreagris cheni est une espèce de pseudoscorpions de la famille des Neobisiidae.

## Distribution
Cette espèce est endémique du Zhejiang en Chine. Elle se rencontre dans le xian de Tonglu sur le mont Tongjun.

## Description
Le mâle holotype mesure 4,4 mm.
Les femelles mesurent de 5,07 à 6,28 mm.

## Étymologie
Cette espèce est nommée en l'honneur de Zhang-fu Chen.

## Publication originale
- Jia, Zhao & Zhu, 2010 : A new species of the pseudoscorpion genus Bisetocreagris from China (Arachnida: Pseudoscorpiones: Neobisiidae). Zootaxa, no 2340, p. 65-68.